# Methyl carbamat
Methyl carbamat (còn gọi là methylurethan, hoặc urethylan) là một hợp chất hữu cơ và là este đơn giản nhất của acid carbamic với công thức hóa học là H2NCO2H. Nó là một chất rắn không màu.
Methyl carbamat được điều chế bằng cách cho methanol phản ứng với ure:
CO(NH2)2 + CH3OH → CH3OC(O)NH2 + NH3
Nó cũng được tạo ra trong phản ứng của amonia với methyl chloroformat hoặc dimethyl carbonat.

## An toàn và sự xuất hiện
Không giống như urethan, nó không gây đột biến ở Salmonella (nó cho kết quả âm tính trong thử nghiệm Ames), nhưng nó gây đột biến ở Drosophila. Bằng chứng thực nghiệm cho thấy nó là chất gây ung thư ở chuột cống, và không gây ung thư ở chuột. Hợp chất này "được bang California biết là có thể gây ung thư" theo Dự luật 65.

## Sản xuất, sử dụng và tiếp xúc
Hợp chất này được phát hiện trong các loại rượu được bảo quản bằng dimethyl dicarbonat.
Methyl carbamat được sử dụng chủ yếu trong ngành công nghiệp dệt may và polymer như một chất trung gian trong phản ứng. Trong ngành công nghiệp dệt may, nó được sử dụng để sản xuất nhựa gốc dimethylol methyl carbamat được ứng dụng trên các loại vải pha bông polyester làm lớp hoàn thiện ép bền. Các loại vải đã qua xử lý có khả năng giữ lại nếp gấp tốt, chống lại acid làm chua trong các tiệm giặt là thương mại, không giữ lại chlor và có đặc tính chống cháy. Methyl carbamat cũng được sử dụng trong sản xuất dược phẩm, thuốc diệt côn trùng và urethan.
N-Methyl carbamat được sử dụng rộng rãi làm thuốc trừ sâu. Chúng có hoạt tính kháng cholinesterase mà không có tác dụng tích lũy.